# Ivybridge
Ivybridge (pronunciada /ˈaɪvibrɪdʒ/) é uma pequena vila e freguesia civil em South Hams, no condado de Devon, Inglaterra, a cerca de 9 milhas (14 km) a leste de Plymouth. Encontra-se na extremidade sul do Parque Nacional de Dartmoor, e situa-se junto à Rodovia A38. É uma cidade dormitório para sua cidade mais próxima Plymouth compreendendo uma população residente superior a 12000. O nome deriva de uma antiga ponte (bridge) coberta com heras (ivy).